# Conventos de religiosas en Guipúzcoa

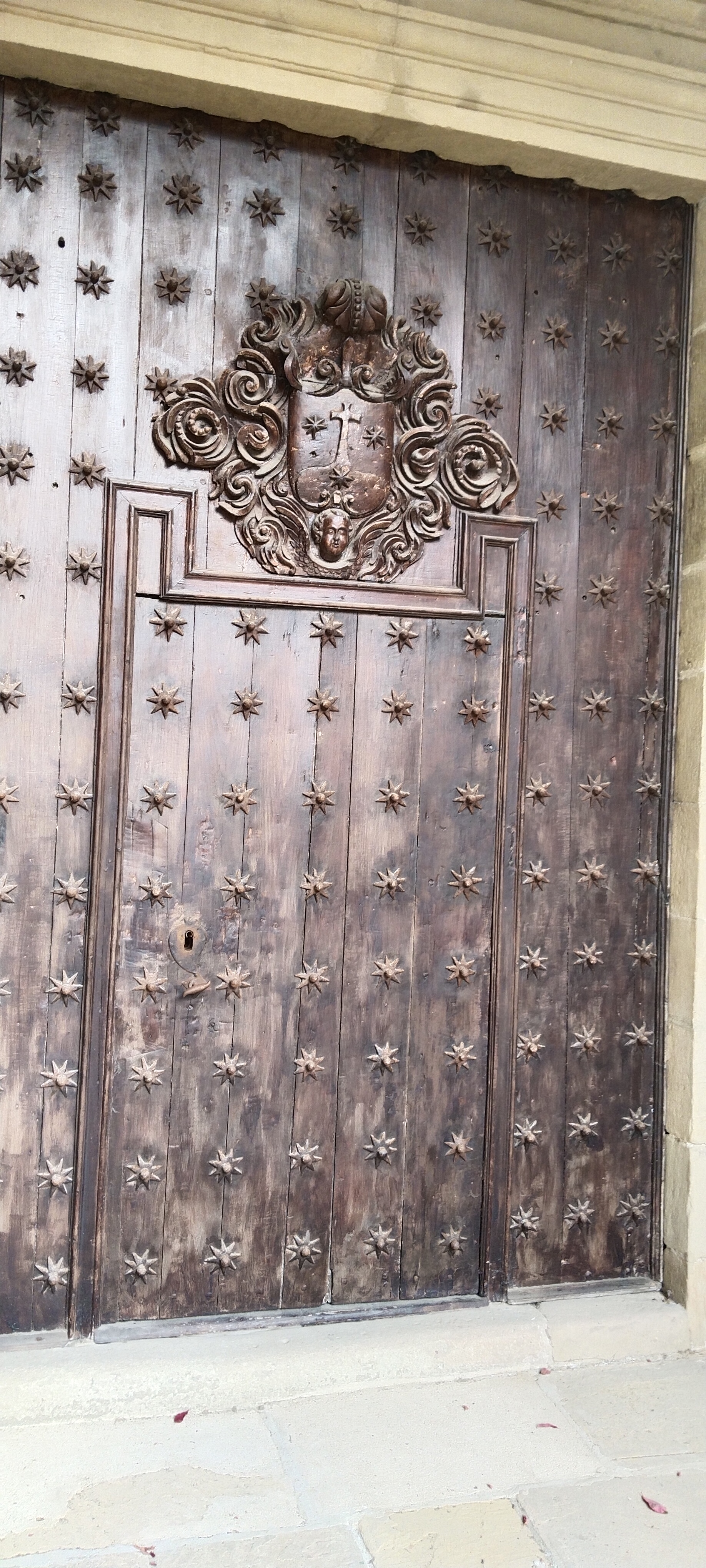
Puerta de entrada al convento de Santa Teresa en San Sebastián

Los conventos de religiosas en Guipúzcoa, provincia del País Vasco (España) comenzaron a fundarse a partir del florecimiento conventual  europeo del siglo XII, como parte de un proceso más amplio de expansión de la vida monacal en Europa.
Estos conventos y monasterios ofrecían a las religiosas una vida comunitaria centrada en la devoción y el perfeccionamiento espiritual, siendo considerados el camino más eficaz hacia la perfección religiosa. Con el tiempo, muchos de estos núcleos monásticos adoptaron una regla interna que les proporcionaba organización y les daba una estructura jurídica dentro del ámbito eclesiástico.
En este contexto, el Monasterio San Bartolomé en San Sebastián, fundado en el siglo XIII por las canónigas regulares de San Agustín, marcó el primer establecimiento de religiosas organizadas dentro del marco legal del clero regular en Guipúzcoa.

## Descripción
En Guipúzcoa, la creación de conventos y monasterios tuvo un arraigo tardío que se desarrolló principalmente a partir del siglo XVI.
Los primeros centros abaciales de la región, como San Juan de la Peña (Huesca) o San Salvador de Leire (Navarra), apenas contaban con algunas posesiones periféricas en Guipúzcoa durante los siglos XI y XII.
Entre las razones de este arraigo limitado y tardío se destacan la escasa colaboración de las autoridades locales y la competencia con las instituciones eclesiásticas ya establecidas. Aunque los conventos mendicantes no cobraban diezmos, podían atraer donaciones y recursos a través de los derechos de enterramiento y de la liturgia post mortem.
A partir del siglo XV, diversas órdenes femeninas comenzaron a asentarse en Guipúzcoa, muchas de las cuales surgieron de un beaterio que evolucionó hacia un convento o monasterio.
Las monjas llevaban una vida contemplativa, centrada en la oración y el trabajo. Cada orden religiosa tenía sus propias reglas, generalmente relacionadas con el celibato, la obediencia, la pobreza y, en algunos casos, el aislamiento total de la vida civil, conocido como clausura.
Mientras que los monasterios se enfocaban más en la vida contemplativa y se ubicaban en lugares apartados, los conventos estaban más orientados hacia la actividad pastoral y solían encontrarse más cerca de las poblaciones.

### Primeros Monasterios y Conventos en Guipúzcoa
Algunos de los monasterios y conventos más antiguos fueron los siguientes:
- Concepcionistas: Monasterio Concepcionista de Azpeitia (1497), Monasterio de la Purísima Concepción en Mondragón (1511) y Convento de la Concepción (Éibar), (1595, hoy desaparecido).
- Clarisas: Monasterio de Santa Clara de Bidaurreta en Oñate (1510), Convento de Santa Ana en Oñate (1504), Convento de Santa Clara en Elgóibar (1533). Convento Hospital de San Francisco de Sasiola en Deva (1504), Monasterio de la Purísima Concepción en Segura (1519), Monasterio de Santa Clara en Azpeitia (1497) y el Convento de Santa Clara (Tolosa) (1612).

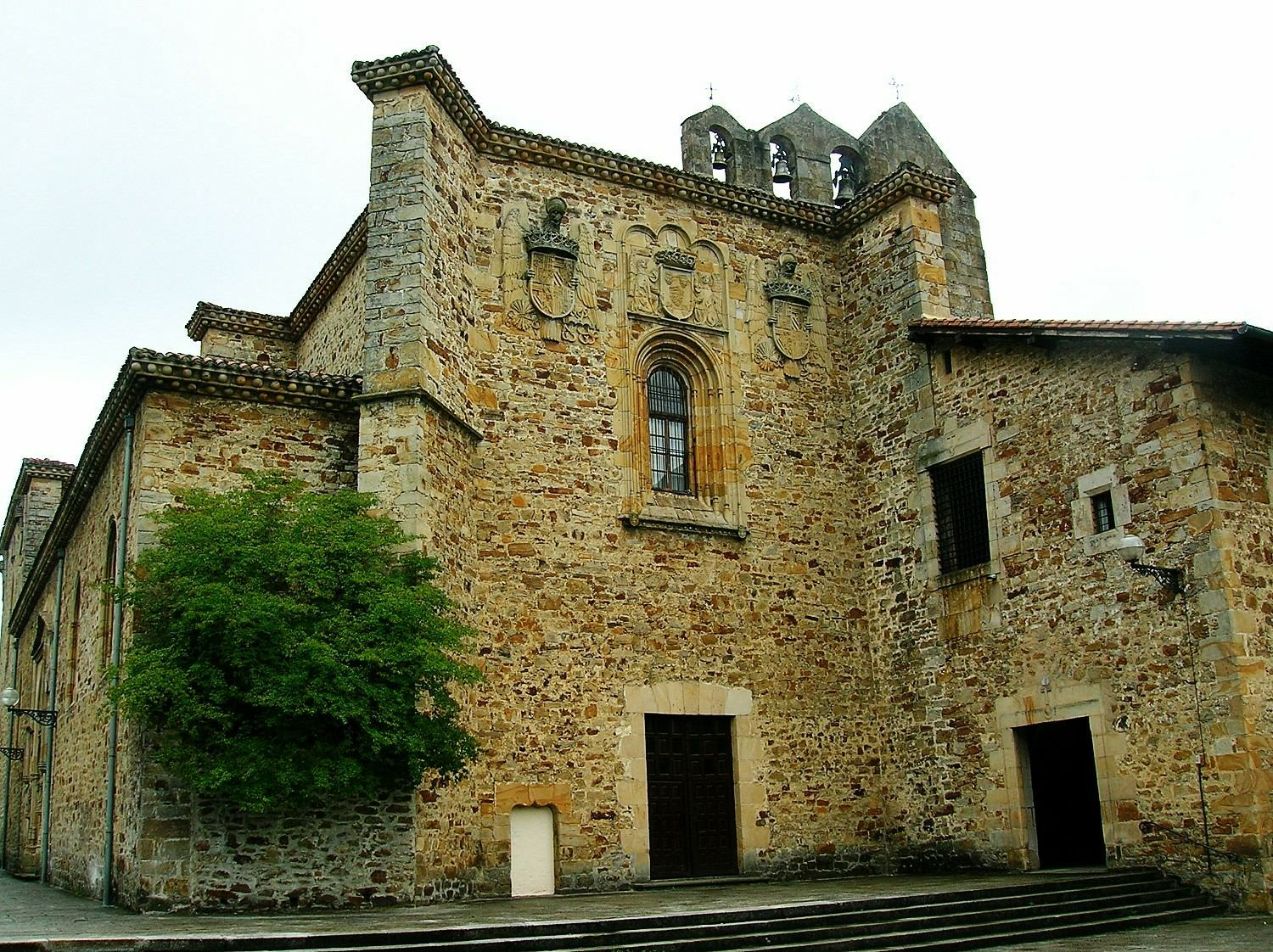
Monasterio de Bidaurreta

- Canónigas Regulares: Monasterio San Bartolomé en San Sebastián (1498), Convento de San Agustín (Hernani) (1544), Convento de la Concepción en Mondragón (1511) y Convento de monjas de Garagarza en Mendaro (1561).
- Agustinas: Convento de Agustinas en Rentería (1543), Convento de Santa Ana en Placencia (1589) y Convento de las monjas Agustinas en Éibar (1602).
- Dominicas: Monasterio de Santo Domingo en San Sebastián (1546).
- Cistercienses: Monasterio de Santa Ana (Lazcano) (1650).
- Carmelitas descalzas: Convento de Santa Teresa (San Sebastián) (1661).

## Epílogo
Guipúzcoa ha sido un territorio históricamente caracterizado por su religiosidad, lo que propició que muchas mujeres ingresaran en conventos y monasterios a lo largo de los últimos cinco siglos. Desempeñaron en muchos casos un papel destacado en labores sociales, especialmente dirigidas a los sectores más desfavorecidos en ámbitos como la sanidad, la beneficencia y la educación.
En la actualidad, la mayoría de estos centros han desaparecido o reducido significativamente su número, aunque han dejado un valioso patrimonio cultural e histórico asociado a estas instituciones.